# Хорхот Георгій Олександрович
Хорхот Гео́ргій Олекса́ндрович (29 грудня 1939 , Київ, Київська область, Українська РСР, СРСР  — 14 травня 2014 , Київ ) — український архітектор, заслужений архітектор України (1994), лауреат Державної премії України в галузі архітектури (2005), дійсний член Української академії архітектури.

## Біографія
Народився 29 грудня 1939 року. Син архітектора Олександра Хорхота. 1964 року закінчив архітектурний факультет Київського інженерно-будівельного інституту. Працював головним архітектором проектів у Зональному науково-дослідному і проектному інституті типового та експериментального проектування житлових і громадських споруд, м. Київ, керівником архітектурної майстерні № 2 ВАТ «КиївЗНДІЕП», пізніше — керівником творчої архітектурної майстерні «Г. Хорхот». 16 березня 1999 року брав участь у спеціальному засіданні Ради Президії Спілки архітекторів України в Будинку архітектора. Викладав у майстерні архітектурного проектування професора І. П. Шпари в Національній академії образотворчого мистецтва і архітектури.

## Творчість
Серед відомих споруд: комплекс санаторію «Куяльник» у Одесі, пансіонат Міншляхбуду в Алушті, експериментальна база по використанню сонячної енергії в с. Маяк (всі в Криму), науково-дослідний інститут ветеринарії у Києві (1987–1990), отель у м. Славутич, будинок АБ «Брокбізнесбанк» по проспекту Перемоги, 44, житловий будинок по Бульварно-Кудрявській вулиці, 36, житловий комплекс по вулиці Євгена Коновальця, 44 (усі в Києві).